# Vicia chianshanensis
Vicia chianshanensis är en ärtväxtart som först beskrevs av Pei Yun Fu och Y.A.Chen, och fick sitt nu gällande namn av Z.D.Xia. Vicia chianshanensis ingår i släktet vickrar, och familjen ärtväxter. Inga underarter finns listade i Catalogue of Life.